# Городилець
Городи́лець — село в Україні, у Ковельській міській громаді Ковельського району Волинської області. Населення становить 307 осіб.

## Географія
Селом протікає річка Турія.

## Історія
У 1906 році село Старокошарської волості Ковельського повіту Волинської губернії. Відстань від повітового міста 6 верст, від волості 10. Дворів 64, мешканців 228.
Після ліквідації Турійського району 19 липня 2020 року село увійшло до Ковельського району.

## Населення
Згідно з переписом УРСР 1989 року чисельність наявного населення села становила 316 осіб, з яких 140 чоловіків та 176 жінок.
За переписом населення України 2001 року в селі мешкало 306 осіб.

### Мова
Розподіл населення за рідною мовою за даними перепису 2001 року:
| Мова       | Чисельність | Відсоток |
| ---------- | ----------- | -------- |
| українська | 303         | 98,7%    |
| російська  | 4           | 1,3%     |
| Усього     | 307         | 100%     |